# Garda Panteri
Garda Panteri – czwarty album studyjny serbsko-bośniackiego piosenkarza Rodoljuba "Rokiego" Vulovicia wydany w 1993 roku.

## Lista utworów
| Nr | Tytuł                 | Inspiracja               | Czas |
| -- | --------------------- | ------------------------ | ---- |
| 1. | „Panteri”             | Garda "Panteri”          | 3:01 |
| 2. | „Mauzer”              | Ljubiša „Mauzer” Savić   | 3:18 |
| 3. | „500 Godina”          |                          | 3:47 |
| 4. | „Kucni prag”          |                          | 4:09 |
| 5. | „Kapetane Ljuti”      | Ljubiša „Ljuti” Lazić    | 3:13 |
| 6. | „Smoluća”             | Oblężenie wsi Smoluća    | 3:17 |
| 7. | „Narod je htio”       |                          | 3:12 |
| 8. | „Panteru za Sjećanje” | Branko „Panter” Pantelić | 4:02 |